# Аркадія (регіон)
37°36′ пн. ш. 22°12′ сх. д. / 37.6° пн. ш. 22.2° сх. д.
Аркадія ( грец. Ἀρκαδία   ) — регіон у центральному Пелопоннесі . Свою назву він отримав від міфологічного персонажа Аркаса, а в грецькій міфології це був дім бога Пана . У мистецтві європейського Відродження Аркадія відзначалася як незаймана, гармонійна пустеля.
Сучасна однойменна регіональна одиниця більш-менш перетинається з історичним регіоном, але дещо більша.

## Історія

Стародавні райони Пелопоннесу з містами

Аркадія поступово була об'єднана у вільну конфедерацію, що включала всі аркадські міста, і отримала назву Ліга аркадійців . У 7 столітті до нашої ери вона успішно протистояв загрозі Спарти, і аркадійцям вдалося зберегти свою незалежність. Вони брали участь у перських війнах разом з іншими греками, відправивши війська в Фермопіли і Платеї . Під час Пелопоннеської війни Аркадія вступила в союз зі Спартою і Коринфом . У наступні роки, в період гегемонії Фів, фіванський полководець Епамінонд зміцнив Аркадійську федерацію, щоб сформувати плюс-конкурента сусідній Спарті. Потім він заснував Мегалополіс, який став його новою столицею. Протягом наступних століть Аркадія ослабла. Спочатку вона був підпорядкована македонцям, а згодом аркадійці приєдналися до Ахейського союзу .

## Географія

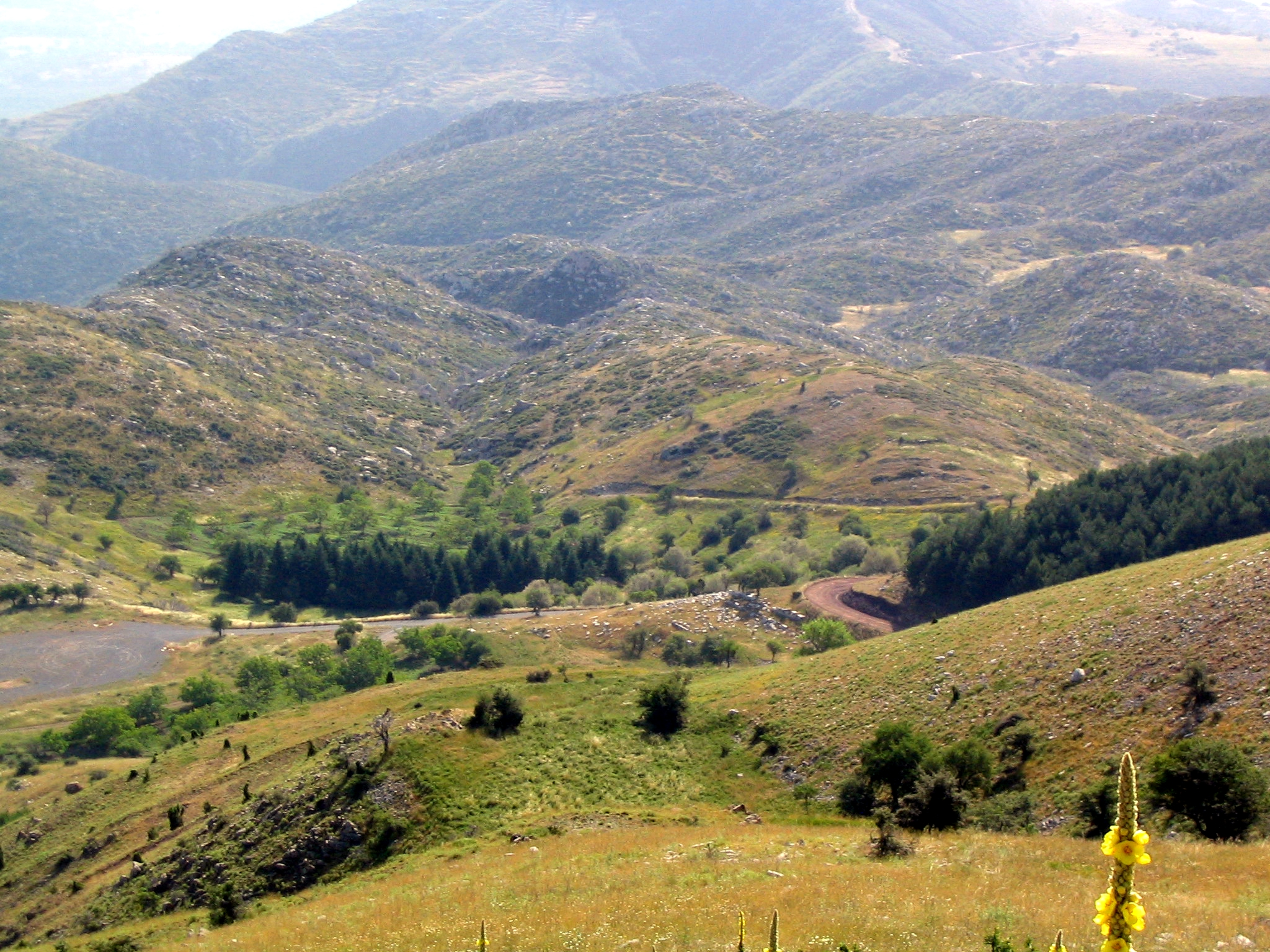
Гора Ликайон

Географічно стародавня Аркадія займала нагір'я в центрі Пелопоннесу. На півночі вона межує з Ахую по гребеню височини, що йде від Ерімантос до горя Cyllene,більша частина гори Ароанії лежала в межах Аркадії. На сході, вона мала кордон з Арголіду і Corinthia по гребеню височини, що йде від Маунт Cyllene раунді гори Oligyrtus, а потім на південь гір Парфеній . На півдні, на кордоні Лаконії і Мессенії пролягав через передгір'я Parnon і Тайгет гірських хребтів, таким чином, що Аркадія містила верхів'ї Alpheios річки, але жодну з верхів'їв Еврота річки. На південному заході кордон з Месанією проходив по вершинах гори Номія і гори Елей, а звідти кордон з Елідою проходив по долинах річок Еріманф і Діагон . Більша частина області Аркардія була гористою, за винятком рівнин навколо Тегеї і Мегалополіса, а також долин річок Алфей і Ладон .

## Аркадійці
Аркадійці були давньогрецьким племенем, яке розташоване на гірському Пелопоннесі. Вважається одним з найдавніших грецьких племен у Греції і, ймовірно, було частиною або родичом племені аборигенів Греції, які стародавні автори згадуються як пеласги .  Хоча Геродот, здається, вважав ідею про те, що аркадійці не були греками, надуманою, зрозуміло, що аркадійці вважалися споконвічними жителями регіону.  Про це свідчать стародавні міфи, як-от міф про Аркас, міф про Лікаон тощо.
Аркадія також є одним із регіонів, описаних у « Каталозі кораблів » в « Іліаді» . Сам Агамемнон віддав Аркадії кораблі для Троянської війни, оскільки в Аркадії не було флоту.

## Мова
Завдяки своєму віддаленому, гірському характеру Аркадія, здається, була культурним притулком. Під час мікенської ери (близько 1600 до н.е. – 1200 до н.е.) грецький діалект регіону, ймовірно, був мікенським. Коли під час епохи Греції (близько 1200 до н.е. – 800 до н.е.) на Пелопоннес були запроваджені доричні грецькі діалекти, давніша мова, очевидно, збереглася в Аркадії й увійшла до аркадо-кіпрської групи грецьких діалектів. Аркадокипрський так і не став літературним діалектом, але це відомо з написів. Цан — літера грецького алфавіту, що зустрічається лише в Аркадії, у формі кирилиці І це представляє африкату, яка розвинулась від лабіовелярних у контексті, де вони стали t в інших діалектах.

## Міста
Аркадійці заснували численні міста. З них найсильнішими були міста, які контролювали нечисленні родючі долини,Мантинее, Тегея і Orchomenos . Решта міст були більш гірськими або мали менші рівнини. Деякі з них були Asea, Ypsounta, Teuthis, Heraea, Thyraion, Nestani, Alea, Lykosoura, Trikolonon, Tropea, Caphyae, Pallantion, Petrosaca, Feneos, Phoezon і т.д. З 370 р. до н.е. столицею Аркадії став Мегаполіс .

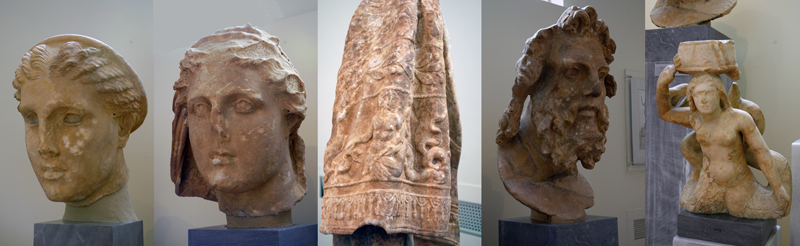
Статуї зі святилища Лікосура : Артеміда, Деметра, вуаль Деспоїни, Антій, Тритонеса.

## Релігія
Аркадія була місцем розташування культу Деспоїни, також відомого як Аркадські містерії. Деспоїна означає «господарка», але це був лише титул, даний богині, а не її справжнє ім'я, яке було сказано лише посвяченим в містеріях.  Деспоїна, поряд з Деметрою, була основним божеством, якому поклонялися в Аркадії і особливо поклонялися в святилищі в Лікосурі.
Аркадійці мали свої унікальні міфи, які в основному були зосереджені навколо Деспоїни та Деметри. Іншим важливим богом в Аркадії був Антій, який, як кажуть, був титаном, який виховав Деспоїну. 

## Відомі аркадійці
- Полібій (бл. 200–118 до н. е.), грецький історик елліністичного періоду ( Мегаполіс )
- Філопемен (253–183 до н.е.), грецький полководець і державний діяч, ахейський стратег, відомий як «останній з греків».

### Олімпійські переможці
- Андросфен з Менала, виграв золото в 420 і 416 роках до н.е
- Євтимен з Менала, виграв золото в 400 і 392 роках до н.е

### Міфологія
- Аталанта, грецька міфічна жінка, як кажуть, була дочкою царя Аркадії
- Евандер, син Гермеса і аркадської німфи на ім'я Феміда. Він був засновником Pallantium . Палланцій став одним з міст, яке пізніше було об'єднане в Стародавній Рим .
- Гермес, бог гімназії, публічних виступів, злодійства
- Пан, бог дикої природи, пастухів і отар, природи гірських дикої природи, полювання та сільської музики, супутник німф
- Феміда, місцева німфа, коханка Гермеса і мати Евандера. Римляни називали її Карментою .
- Аркас, міфологічний цар Аркадії, від якого названа область
- Лікаон, цар Аркадії, перетворився на вовка. У нього було п’ятдесят синів, багато з яких дали свої імена різним містам регіону.
- Каллісто, дочка Лікаона і послідовниця богині Артеміди . Її перетворили на ведмедя і застрелили, ставши сузір'ям Великої Ведмедиці .

## Дивіться також
- Елізіум